# Sandwich (Illinois)
Sandwich és una població dels Estats Units a l'estat d'Illinois. Segons el cens del 2008 est. tenia 7.337 habitants.

## Demografia
Segons el cens del 2000, Sandwich tenia 6.509 habitants, 2.402 habitatges, i 1.678 famílies. La densitat de població era de 834,9 habitants/km².
Dels 2.402 habitatges en un 36,2% hi vivien nens de menys de 18 anys, en un 56% hi vivien parelles casades, en un 9,2% dones solteres, i en un 30,1% no eren unitats familiars. En el 25,6% dels habitatges hi vivien persones soles l'11,2% de les quals corresponia a persones de 65 anys o més que vivien soles. El nombre mitjà de persones vivint en cada habitatge era de 2,63 i el nombre mitjà de persones que vivien en cada família era de 3,17.
Per edats la població es repartia de la següent manera: un 27,2% tenia menys de 18 anys, un 8,4% entre 18 i 24, un 30,1% entre 25 i 44, un 20,3% de 45 a 60 i un 14% 65 anys o més.
L'edat mediana era de 36 anys. Per cada 100 dones de 18 o més anys hi havia 92 homes.
La renda mediana per habitatge era de 50.215 $ i la renda mediana per família de 55.599 $. Els homes tenien una renda mediana de 42.806 $ mentre que les dones 26.822 $. La renda per capita de la població era de 19.530 $. Aproximadament el 3,1% de les famílies i el 5,5% de la població estaven per davall del llindar de pobresa.

## Poblacions més properes
El següent diagrama mostra les poblacions més properes.